# Apogonia angustipes
Apogonia angustipes är en skalbaggsart som beskrevs av Moser 1924. Apogonia angustipes ingår i släktet Apogonia och familjen Melolonthidae. Inga underarter finns listade i Catalogue of Life.